# Guerre des Amis
Guerres féodales en Lorraine
La guerre des Amis oppose, de 1231 à 1234, l’évêque de Metz Jean Ier d’Apremont, aux habitants de Metz, au duc Mathieu II de Lorraine et au comte Henri II de Bar.

## Contexte historique
Aux XIIIe et XIVe siècles, la Lorraine est le théâtre d’affrontements fréquents entre différents seigneurs du Saint-Empire romain germanique. Le duc de Lorraine, les comtes de Bar, de Luxembourg, de Deux-Ponts ou de Vaudémont, l’archevêque de Trêves, les évêques de Metz, de Toul ou  de Verdun, s’allient ou s’opposent au gré des circonstances, dans un monde fortement marqué par la féodalité.

## Germes du conflit
À la suite du décès, en 1225, de la dernière comtesse de Metz Gertrude de Dabo, fille et héritière d'Albert II de Dabo-Moha, le règlement de la succession du Comté de Metz entraîne un conflit entre l’évêque de Metz Jean Ier d’Apremont et le patriciat messin. Alors que Jean Ier d’Apremont vient de doubler ses possessions, en incorporant à la principauté épiscopale de Metz les territoires comtaux, il rencontre une forte résistance des bourgeois messins à son encontre. Pouvant déjà compter sur les notables du paraige de Port-Sailly, l’évêque demande de l’aide au duc de Lorraine Mathieu II et au comte de Bar Henri II pour affronter ses ouailles. Dans un premier temps, ces derniers acceptent de porter secours à l’évêque. Moyennant finance, ils se rétracteront un peu plus tard. Henri II de Bar passe en effet dans le camp des bourgeois messins dès le 5 octobre 1232, s'engageant à défendre les intérêts de Metz. 

## Déroulement du conflit
Dès l’hiver 1232, Henri II, comte de Bar, s'empare de plusieurs fiefs appartenant aux vassaux de l'évêque, tandis que le duc de Lorraine, Mathieu II, ravage les terres de l'abbaye de Gorze, une abbaye théoriquement placée sous la protection d'Henri II. Échaudés par les évènements de 1221, le duc de Lorraine, Blanche de Castille et Louis IX veulent éviter une nouvelle escalade. Ils interdisent donc au comte Thibaud IV de Champagne d'intervenir dans ce second conflit, en janvier 1233. L'entremise du duc de Bourgogne Hugues IV est nécessaire pour que cessent les hostilités. Un traité de paix, s'inspirant des clauses du traité de Melun, est signé le 31 août 1233.
Mathieu II de Lorraine et Henri II de Bar aident alors les Messins, en prenant parti contre Jean Ier d'Apremont. N’ayant plus à redouter les assauts des seigneurs lorrains, les Messins expulsent alors les gens du paraige de Port-Sailly, non sans avoir saccagé leur hôtel particulier. Ils finissent par assiéger le château épiscopal de Châtel-Saint-Germain, où l’évêque et ses gens avaient trouvé refuge. Le château du Mont-Saint-Germain est finalement pris par les troupes coalisées, comme d'autres fortifications épiscopales du plat pays. L’évêque parvient à s'enfuir, trouvant refuge outre-Rhin. Trahi par ses alliés Henri de Bar et Mathieu de Lorraine, et publiquement humilié, Jean Ier d'Apremont est contraint à reconnaître l’indépendance des bourgeois messins. La médiation de Roger de Mercy, évêque de Toul, lui permet de signer la paix avec les messins au cours de l'année 1234.

## Conséquences du conflit
Si la « guerre des Amis » met fin à la puissance temporelle de l'évêque de Metz sur la cité messine, renforçant de fait le pouvoir des institutions municipales, le ravivement des tensions entre l’Église et l'Empire permet, au patriciat messin, de consolider rapidement cette situation nouvelle. Le successeur de Jean Ier d’Apremont, Jacques de Lorraine, se contentera de gérer les affaires religieuses de son évêché, le plus souvent depuis Vic-sur-Seille. La ville de Metz, dirigée par une oligarchie de riches bourgeois, peut dès lors se développer sans entrave, comme une ville libre du Saint-Empire romain germanique.

## Sources
- René Bour, Histoire illustrée de Metz, Paul Even, 1950
- François-Yves Le Moigne (dir.), Histoire de Metz, Privat, 1986 [détail de l’édition]